# FreeBSD Documentation License
La Licencia de documentación FreeBSD (del inglés FreeBSD Documentation License) es la licencia que cubre la documentación del sistema operativo FreeBSD. La BSD Documentation License, basada en esta, fue creada para contener los términos más genéricos para la mayoría de proyectos, así como para introducir una cláusula que permite el uso de la documentación para propósitos comerciales.

## Licencia
La licencia es muy similar a la licencia BSD simplificada o de 2 cláusulas utilizado por el resto de FreeBSD, sin embargo, hace que los significados de "código fuente" y "compilar" menos ambiguo en el contexto de la documentación. También incluye un descargo de responsabilidad obligatoria sobre IEEE y The Open Group texto en algunas páginas de manual.
```
The FreeBSD Documentation License

Copyright 1994-2015 The FreeBSD Project. All rights reserved.

Redistribution and use in source (SGML DocBook) and 'compiled' forms (SGML, HTML, PDF, PostScript, 
RTF and so forth) with or without modification, are permitted provided that the following conditions are 
met:

    1. Redistributions of source code (SGML DocBook) must retain the above copyright notice, this list of 
       conditions and the following disclaimer as the first lines of this file unmodified.

    2. Redistributions in compiled form (transformed to other DTDs, converted to PDF, PostScript, RTF 
       and other formats) must reproduce the above copyright notice, this list of conditions and the 
       following disclaimer in the documentation and/or other materials provided with the distribution.

THIS DOCUMENTATION IS PROVIDED BY THE FREEBSD DOCUMENTATION PROJECT "AS IS" 
AND ANY EXPRESS OR IMPLIED WARRANTIES, INCLUDING, BUT NOT LIMITED TO, THE IMPLIED WARRANTIES OF 
MERCHANTABILITY AND FITNESS FOR A PARTICULAR PURPOSE ARE DISCLAIMED. IN NO EVENT SHALL 
THE FREEBSD DOCUMENTATION PROJECT BE LIABLE FOR ANY DIRECT, INDIRECT, INCIDENTAL, SPECIAL, 
EXEMPLARY, OR CONSEQUENTIAL DAMAGES (INCLUDING, BUT NOT LIMITED TO, PROCUREMENT OF 
SUBSTITUTE GOODS OR SERVICES; LOSS OF USE, DATA, OR PROFITS; OR BUSINESS INTERRUPTION) 
HOWEVER CAUSED AND ON ANY THEORY OF LIABILITY, WHETHER IN CONTRACT, STRICT LIABILITY, OR 
TORT (INCLUDING NEGLIGENCE OR OTHERWISE) ARISING IN ANY WAY OUT OF THE USE OF THIS 
DOCUMENTATION, EVEN IF ADVISED OF THE POSSIBILITY OF SUCH DAMAGE.
Manual Pages

Manual Pages

Some FreeBSD manual pages contain text from the IEEE Std 1003.1, 2004 Edition, Standard for 
Information Technology -- Portable Operating System Interface (POSIX®) specification. These manual 
pages are subject to the following terms:

    The Institute of Electrical and Electronics Engineers and The Open Group, have given us 
    permission to reprint portions of their documentation.

    In the following statement, the phrase ``this text'' refers to portions of the system 
    documentation.

    Portions of this text are reprinted and reproduced in electronic form in the FreeBSD manual 
    pages, from IEEE Std 1003.1, 2004 Edition, Standard for Information Technology -- 
    Portable Operating System Interface (POSIX), The Open Group Base Specifications Issue 
    6, Copyright (C) 2001-2004 by the Institute of Electrical and Electronics Engineers, Inc and 
    The Open Group. In the event of any discrepancy between these versions and the original 
    IEEE and The Open Group Standard, the original IEEE and The Open Group Standard is the 
    referee document. The original Standard can be obtained online at 
    http://www.opengroup.org/unix/online.html.

    This notice shall appear on any product containing this material.

```

Español
```
La Licencia de Documentación de FreeBSD

Derechos de autor 1994-2015 El Proyecto FreeBSD. Todos los derechos reservados.

La redistribución y el uso en la fuente (SGML DocBook) y 'compilados' (SGML, HTML, PDF, PostScript, 
RTF y cualquier otro) con o sin modificaciones, están permitidos siempre y cuando sea con las siguientes condiciones:

    1. Las redistribuciones del código fuente (SGML DocBook) deben conservar el aviso de derechos de autor anterior, esta lista de 
       las condiciones y el siguiente descargo de responsabilidad en las primeras líneas de este archivo sin modificar.

    2. Las redistribuciones en forma compilada (transformaron a otros DTDs, convertidos a PDF, PostScript, RTF 
       y otros formatos) deben reproducir el aviso de derecho de autor anterior, esta lista de condiciones y el 
       siguiente descargo de responsabilidad en la documentación y/u otros materiales proporcionados con la distribución.

ESTA DOCUMENTACIÓN ES PROPORCIONADA POR EL PROYECTO DE DOCUMENTACIÓN DE FREEBSD "TAL CUAL" 
Y EXPRESO o IMPLÍCITO GARANTÍAS, INCLUYENDO, PERO NO LIMITADAS A, LAS GARANTÍAS IMPLÍCITAS DE
COMERCIALIZACIÓN E IDONEIDAD PARA UN FIN EN PARTICULAR O DE CUALQUIER TIPO. EN NINGÚN CASO
EL PROYECTO DE DOCUMENTACIÓN DE FREEBSD SE HACE RESPONSABLE POR DAÑOS DIRECTOS, INDIRECTOS, ESPECIALES, 
EJEMPLARES O CONSECUENTES (INCLUYENDO, PERO NO LIMITADO A, LA ADQUISICIÓN DE 
BIENES SUSTITUTOS O SERVICIOS; PÉRDIDA DE USO, DATOS O BENEFICIOS; O INTERRUPCIÓN DEL NEGOCIO)
SEA LA CAUSA Y LA TEORÍA DE RESPONSABILIDAD, YA SEA EN CONTRATO, RESPONSABILIDAD ESTRICTA O 
AGRAVIO (INCLUYENDO NEGLIGENCIA U OTROS MODOS), DERIVANDO DE CUALQUIER FORMA DEL USO DE ESTA 
DOCUMENTACIÓN, AÚN SI CONOCE LA POSIBILIDAD DE TAL DAÑO.
Páginas del Manual

Páginas del Manual

Algunas páginas del manual de FreeBSD contienen texto de la norma IEEE 1003.1, edición de 2004, Norma para 
la Tecnología de la Información -- especificación de la Interfaz Portátil del Sistema Operativo (POSIX®). Estas páginas
del manual están sujetas a los siguientes términos:

    El Instituto de Ingenieros Eléctricos y Electrónicos y The Open Group, nos han dado 
    el permiso para reimprimir partes de su documentación.

    En la siguiente declaración, la frase ''este texto'' se refiere a las partes de la documentación
    del sistema.

    Algunas partes de este texto se reimprimen y reproducen en forma electrónica en las páginas del manual
    de FreeBSD, a partir de la norma IEEE 1003.1, Edición 2004, Norma para la Tecnología de la Información - 
    Interfaz portátil del sistema operativo (POSIX), la Base de Especificaciones de la edición 6 de The Open Group, 
    Derechos de autor (C) 2001-2004 por el Instituto de Ingenieros Eléctricos y Electrónicos, Inc. y 
    The Open Group. En caso de cualquier discrepancia entre estas versiones y el original
    IEEE y el Estándar de The Open Group, el IEEE original y el Estándar de The Open Group son el 
    documento árbitro. El estándar original se puede obtener en línea en
    http://www.opengroup.org/unix/online.html.

    Esta notificación deberá aparecer en cualquier producto que contenga este material.

```

## Recepción
La Free Software Foundation considera que es una licencia de documentación libre, afirmando que "se trata de una licencia no-copyleft permisiva que es compatible con la GNU FDL" ("This is a permissive non-copyleft free documentation license that is compatible with the GNU FDL" ).

## Licencias derivadas
Sobre la base de la licencia de documentación de FreeBSD, la licencia de documentación BSD fue creado para contener términos más genéricos para la mayoría de los proyectos, así como al restablecimiento de la tercera cláusula que restringe el uso de la documentación para fines de respaldo (como se muestra en la nueva licencia BSD).

### Para leer más
- Greg Lehey (2003). The Complete FreeBSD: Documentation from the Source [La Completa FreeBSD: Documentación de la Fuente] (en inglés). Estados Unidos: O'Reilly Media. p. 679. ISBN 0-596-00516-4.